# Station Meximieux-Pérouges
Station Meximieux-Pérouges is een spoorwegstation in de Franse gemeente Meximieux.